# Lépiel
Lépiel (em bielorrusso:  Ле́пель; em polonês/polaco:  Lepel; em russo:  Ле́пель; em iídiche:  ליעפּליע) é uma cidade localizada perto do Lago Lépiel, no centro do Raion Lepiel (distrito), na província de Vitebsk, na Bielorrússia. Sua população no censo de 1998 era 19.400.
O brasão de Lépiel incorpora o símbolo da Pahonia, presente no brasão da Lituânia e considerado patrimônio cultural bielorusso.

## Nome
Existem três teorias sobre a origem do nome Lépiel. A primeira é que o nome Lépiel vem da palavra "lepene", que significa "lago entre os limoeiros". A segunda é que o nome vem da palavra bielorrussa "лепей" que significa "o melhor lugar para se viver". A terceira teoria para o nome Lépiel é que ele deriva da palavra bielorrussa "ляпiць" que significa "cerâmica bem desenvolvida".

## História
A primeira referência conhecida a Lépel remonta a 1439, e a cidade pertencia ao Grão-Ducado da Lituânia. Em 1439, graças aos esforços de um sacerdote católico, Kutcharski, o filho do grão-duque lituano do Sigismundo Kęstutaitis, Miguel, deu Lépel à igreja católica romana de Vitebsk. O rei Sigismundo I, o Velho, confirmou posteriormente esse presente, e, em 1541, por aprovação do pontífice, as cidades foram entregues à Catedral de Vitebsk.
Depois que Polatsk foi capturada pelo exército russo em 1563, o governo de Vitebsk não conseguiu mais proteger suas terras dos ataques do Grão-Ducado de Moscou. Assim, o governo de Vitebsk tomou a decisão de doar Lépel ao rei Sigismundo II Augusto, com base na errônea suposição de que o rei devolveria o presente ou concederia ao governo de Vitebsk uma outra propriedade com o mesmo valor. Em vez disso, o rei deu a propriedade por meio de mandato vitalício a Iuri Zenovitch, o prefeito de Smolensk. Depois da morte de Zenovitch, o rei Sigismundo deu a cidade a Miguel Daragastaiski, e depois a cidade chegou às mãos de Estevão Báthory. Báthory eventualmente devolveu a propriedade ao governo de Vitebsk, quando Polatsk foi libertada.

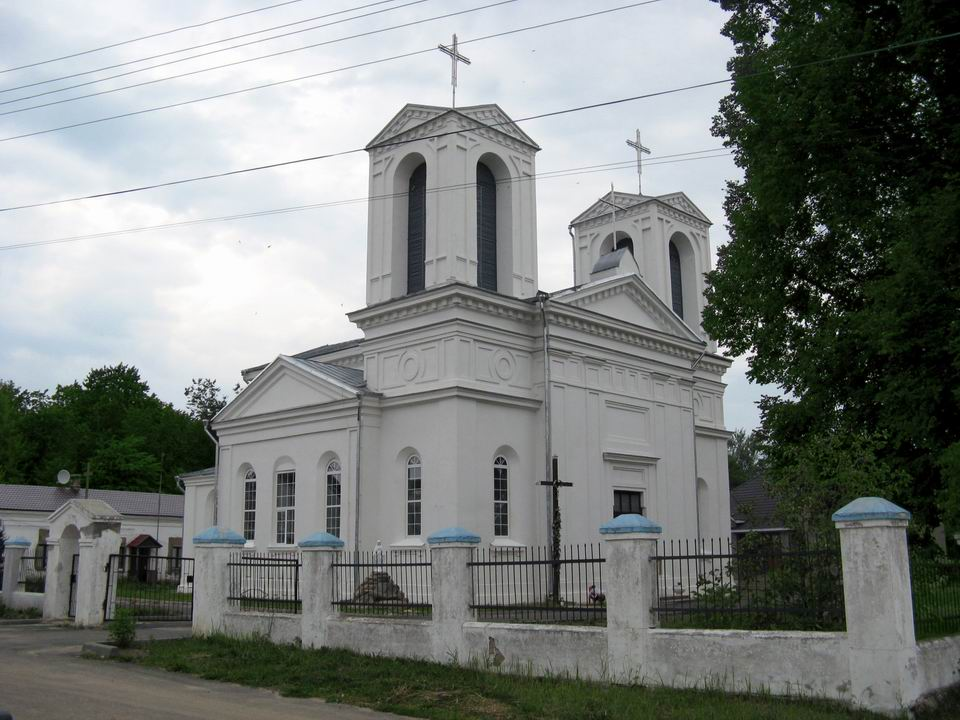
Igreja Católica de São Casimiro, em Lépiel.

Mais uma vez tornou-se difícil para as autoridades de Vitebsk proteger suas terras em Lépel, e assim a decisão foi tomada em 1586 de vende-las a Lev Sapieha, um importante político. Sapieha acabou por doar Lépel, em 1609, a freiras cistercenses de Vilnius, que viviam perto da Igreja de São Miguel.
Após a anexação da Bielorrússia à Rússia em 1772, Lépel permaneceu com a Lituânia devido à fronteira ter sido demarcada ao longo do rio Dvina. Após a segunda divisão da Comunidade Polaco-Lituana, em 1793, Lépel foi anexada à Rússia e em 1802 a cidade tornou-se o centro da região. A cidade sofreu muito com a invasão francesa da Rússia, em 1812, em função da política de terra arrasada. Em 9 de setembro de 1852, Lépel recebeu seu próprio brasão. Em 1880, a população de Lépel consistia de 5.284 pessoas, incluindo 2.458 judeus, 2.281 ortodoxos e 536 católicos romanos.
Em 10 de novembro de 1919, na região de Lépel, houve um confronto entre o 13º Regimento de Infantaria do exército polonês, que prepararam uma emboscada, e as tropas soviéticas avançando para a região. A luta foi bem-sucedida para os poloneses. Os combates pesados entre as tropas bolcheviques e o 30º Regimento de Fuzileiros Kaniów, da XX Brigada, continuaram até novembro de 1919, e a linha de frente polonesa-soviética foi estabelecida na primavera de 1920.
Em 22 de junho de 1941, com a Operação Barbarossa, a invasão alemã da União Soviética, Lepiel foi capturada pelo avanço rápido das tropas alemãs, em 3 de julho. Embora a população judaica de Lépel já tivesse chegado a 3.379 (53,7%) em 1897, em 1941 esta diminuiu para apenas 1.919, ou 13,6% das pessoas da cidade. As autoridades de ocupação alemãs criaram um gueto administrado por um judenrat. Em 28 de fevereiro de 1942, quase todos os 1.000 residentes que permaneceram no gueto foram mortos por um Einsatzgruppen. Durante a Operação Bagration, a ofensiva estratégica soviética do verão de 1944 na Bielorrússia, Lepiel foi libertada em 3 de julho.

## Transporte
Lepel é servida pela rodovia que liga Minsk e Vitebsk, e é está a 115 km de Vitebsk e 155 km de Minsk. A cidade é ligada a Polatsk por uma estrada, e por via férrea a Orsha.